# Wideopen Islands
Die Wideopen Islands (von englisch wide open ‚weit geöffnet, sperrangelweit‘) sind eine Gruppe aus Inseln und Klippen in der Gruppe der Joinville-Inseln vor der Nordspitze der Antarktischen Halbinsel. Sie liegen 11 km nördlich des Boreal Point der Joinville-Insel.
Der Falkland Islands Dependencies Survey nahm zwischen 1953 und 1954 Vermessungen vor. Das UK Antarctic Place-Names Committee benannte sie 1958 nach ihrer exponierten und isolierten geographischen Lage auf der Südseite der Bransfieldstraße.